# Черников, Анатолий Петрович
Анато́лий Петро́вич Че́рников (род. 2 января 1941, Ленино, Тульская область) — советский и российский литературовед. Специалист в области литературы Серебряного века и русского зарубежья, творчества Ивана Шмелёва. Доктор филологических наук, профессор кафедры литературы Калужского государственного университета имени К. Э. Циолковского.

## Биография
Анатолий Черников родился 2 января 1941 года в селе Ленине Тульской области в крестьянской семье. В детстве научился у своего деда-фронтовика, потерявшего на Второй мировой войне ногу, плести корзины и лапти, сохранив это умение на всю жизнь.
Окончил школу киномехаников в Туле и некоторое время до призыва в Советскую армию работал киномехаником. В это же время увлёкся чтением прозы Ивана Тургенева, Ивана Шмелёва и Ивана Бунина.
После службы в армии поступил на филологический факультет Московского государственного университета имени М. В. Ломоносова (МГУ), выдержав конкурс семнадцать человек на одно место, но не смог жить в Москве без жилья и материальной поддержки. Переведясь на филологический факультет Калужского государственного педагогического института имени К. Э. Циолковского (КГПИ), окончил его в 1967 году.
В 1967—1968 годах работал в Серено-Заводской школе Козельского района учителем русского языка и литературы. В свободное от школы время, продолжив своё детское увлечение краеведением, писал в местные газеты статьи, эссе и заметки о колхозниках и деревенской жизни.
Летом 1968 года Черникову позвонил заведующий кафедрой литературы КГПИ Николай Кучеровский и пригласил работать преподавателем в институте. Начав работу в альма-матер, в 1969 году Анатолий Черников стал заместителем декана филологического факультета КГПИ и затем поступил в аспирантуру Московского государственного педагогического института имени В. И. Ленина (МГПИ), которую окончил в 1974 году с защитой кандидатской диссертации о дореволюционной прозе Ивана Шмелёва.
В 1974 году Анатолий Черников по предложению ректора КГПИ Михаила Касаткина организовал факультет по работе с иностранными студентами, на котором ежегодно учились в том числе около ста студентов из Германской Демократической Республики. С началом перестройки факультет был закрыт.
К этому времени Черников уже был заведующим кафедры литературы КГПИ, на которой провёл организационные реформы, укрепив её новыми преподавателями и существенно повысив её научную продуктивность. Без отрыва от работы на кафедре Анатолий Черников написал и защитил докторскую диссертацию на тему «Проза И. С. Шмелева: Концепция мира и человека», после чего ему было присвоено учёное звание профессора.
В Калужском государственном педагогическом институте имени К. Э. Циолковского (с 2010 года — Калужский государственный университет имени К. Э. Циолковского) Черников занимал должности ассистента, заместителя декана, старшего преподавателя, декана факультета по работе с иностранными студентами, проректора по заочному обучению, заведующего кафедрой литературы (1982—2006), профессора кафедры литературы (с 2006).

## Научная деятельность
С 1971 года Анатолий Черников печатается как историк русской литературы. Научные интересы — литература Серебряного века и русского зарубежья, творчество Ивана Шмелёва. Черников считается одним из первых шмелёвоведов.
В российской научной среде имеет неоднозначную репутацию. Журнал «Новое литературное обозрение» писал в 1998 году в рецензии на книгу Черникова «Серебряный век русской литературы» (1998):
…Достаточно удачно объединив общие места советского литературоведения и «патриотической» публицистики наших дней, автор добился того, что 400-страничная книга не имеет никакой педагогической, а тем более научной ценности.
Одна из монографий Черникова, «Песенный мир Б. Окуджавы» (2013), полностью представляет собой плагиат.
С начала научной деятельности Анатолий Черников занимается литературным краеведением. Черников — автор работ о пребывании в Калужском крае Виссариона Белинского, Гавриила Державина, Ивана Аксакова, Михаила Пришвина, Леонида Леонова и других писателей. Постоянно участвует в проводимых в Калуге всероссийских краеведческих конференциях «Вопросы истории, культуры и природы Верхнего Поочья», «Калуга в шести веках», «Оптина пустынь и русская культура».

## Участие в творческих и общественных организациях
- Член Союза писателей России[7]
- Член Совета по культуре при губернаторе Калужской области[1].

## Награды и премии
- Почётный знак «Отличник народного образования РСФСР» (1987)[1]